# Хараблино
Хараблино — деревня в Клепиковском районе Рязанской области. Входит в состав Бусаевского сельского поселения.

## География
Находится в северной части Рязанской области на расстоянии приблизительно 13 км на восток по прямой от районного центра города Спас-Клепики

## История
В 1859 году здесь (тогда деревня Рязанского уезда Рязанской губернии) было учтено 18 дворов, в 1897 — 32.

## Население
Численность населения: 129 человек (1859 год), 232 (1897), 12 в 2002 году (русские 100 %), 8 в 2010.